# Blue Lives Matter

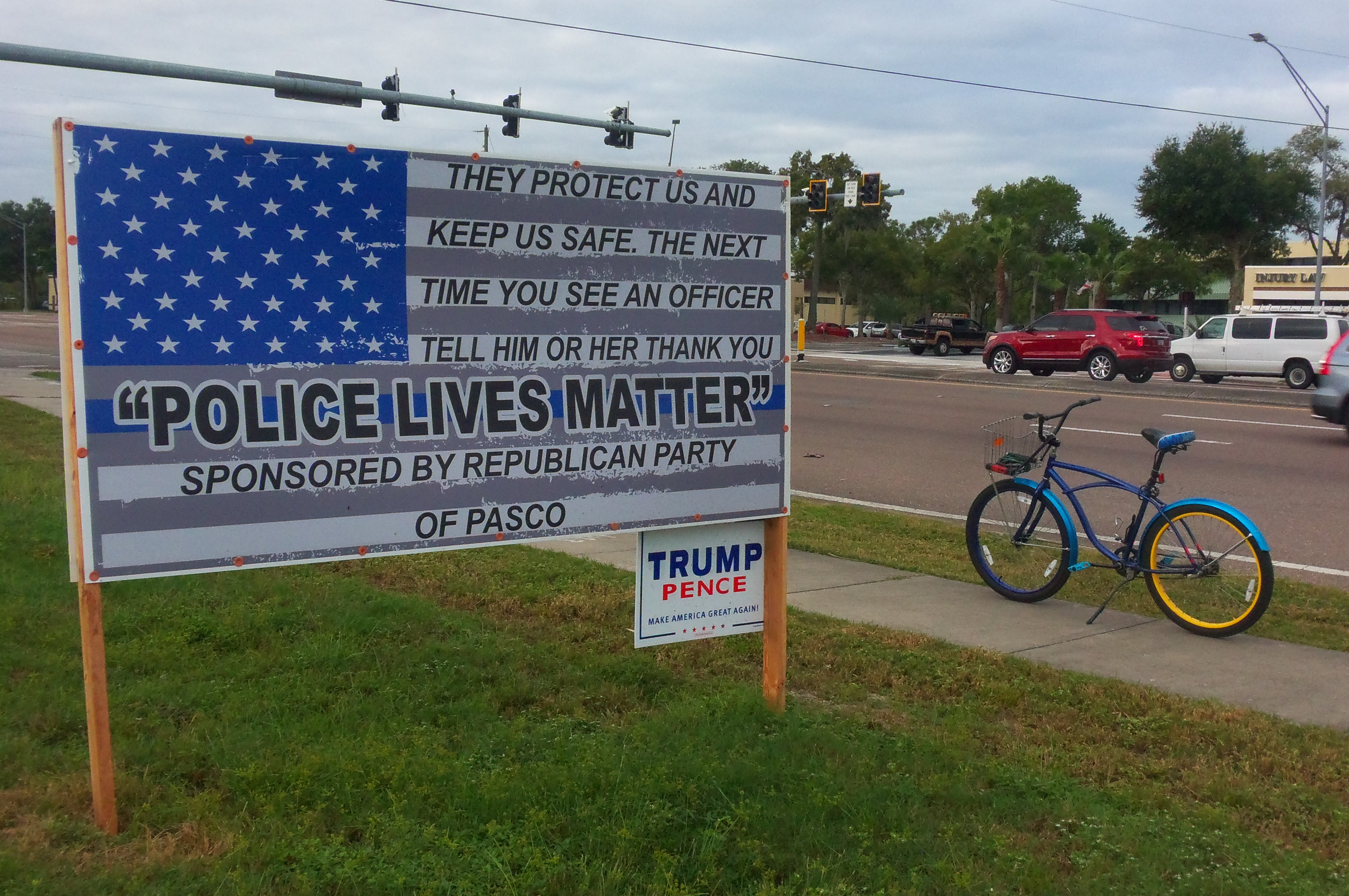
"Police lives matter" – kampania na Florydzie (2016)

Blue Lives Matter (tłum. Niebieskie życia mają znaczenie) jest działającym w Stanach Zjednoczonych ruchem społecznym, który domaga się, aby osoby ścigane i sądzone za zabójstwa funkcjonariuszy organów ścigania były skazywane na podstawie przepisów dotyczących przestępstw z nienawiści. Ruch ten rozpoczął działalność w odpowiedzi na ruch Black Lives Matter po zabójstwach oficerów NYPD Rafaela Ramosa i Wenjiana Liu na Brooklynie, w Nowym Jorku, 20 grudnia 2014 r.

## Historia
20 grudnia 2014 r., w następstwie zabójstw funkcjonariuszy Rafaela Ramosa i Wenjiana Liu, grupa funkcjonariuszy organów ścigania utworzyła ruch Blue Lives Matter, aby przeciwdziałać doniesieniom mediów, które postrzegali jako niesprzyjające policji. Blue Lives Matter składa się z aktywnych i emerytowanych funkcjonariuszy organów ścigania. Obecnym krajowym rzecznikiem Blue Lives Matter jest emerytowany porucznik Policji Metropolitalnej Las Vegas – Randy Sutton.

## Krytyka
Niektórzy krytycy legislacji wspierającej Blue Lives Matter twierdzą, że dodatkowe przepisy są zbędne, ponieważ atakowanie lub zabicie policjanta już teraz skutkuje surowszą karą niż ataki na innych pracowników służby publicznej. Inni, m.in. szef policji w St. Martinville – Calder Hebert, twierdzą, że te przepisy uczynią choćby opór wobec aresztowania przestępstwem z nienawiści, co spotkało się z krytyką, ponieważ przestępstwa z nienawiści są procederami, w których ofiary są celem ze względu na cechy tożsamości, tj. rasa, orientacja seksualna lub płeć. Wreszcie, według danych FBI, przemoc wobec funkcjonariuszy policji, oraz przestępczość w ogóle, zmniejszyły się również bez tych przepisów, co podważa ich konieczność.